# 大阪巨蛋
大阪巨蛋（日语：／ Ōsaka Dōmu），是日本一座多用途室內體育館，位於日本大阪府大阪市西區，於1997年落成啟用，為日本職棒重要的棒球場之一，目前為歐力士野牛的主場；但每年夏季甲子園進行時，阪神虎會借用此場地作為該隊的暫時主場。除了棒球以外，也是關西地區舉辦大型音樂會、其他體育賽事及集會的地點之一。

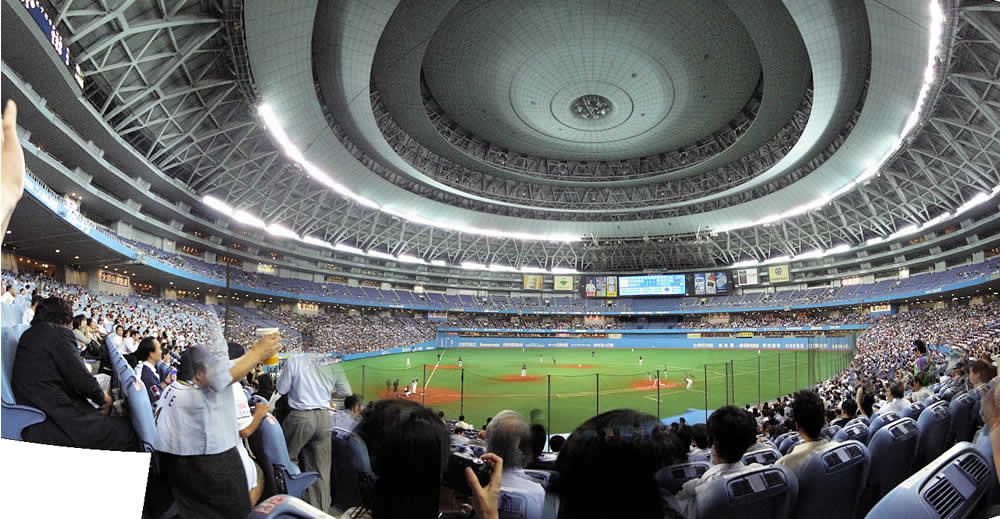
大阪巨蛋內部

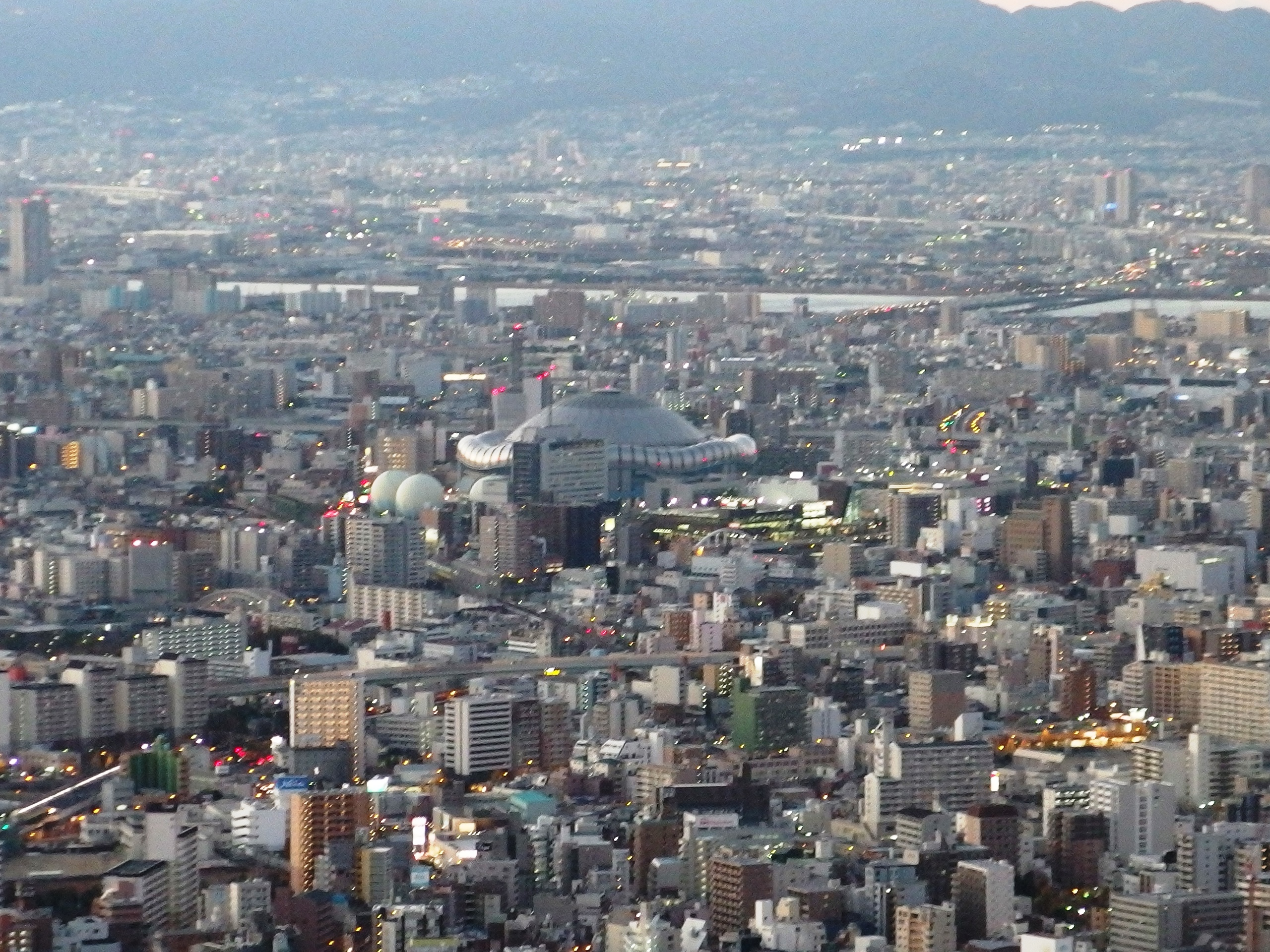

大阪巨蛋亦為日本「五大巨蛋」之一，其他4者為東京巨蛋、福岡巨蛋、名古屋巨蛋、札幌巨蛋。

## 历史
根據售出後的設施命名權，自2006年7月1日起改稱為「京瓷巨蛋大阪」（日语：／ Kyōsera Dōmu Ōsaka）。

## 歷年演唱會
- 2019年2月21-24日 : 乃木坂46 7th YEAR BIRTHDAY LIVE

## 球場資訊
- 座落地址：大阪府大阪市西區千代崎三丁目中2番1號
- 觀眾人數：45,000席
- 日本職棒進行時的觀眾人數：36,146人
- 左外野：328英呎
- 中外野：400英呎
- 右外野：328英呎

## 外部連結
- 京瓷巨蛋大阪（日語）

- 大阪巨蛋在台灣棒球維基館上的頁面（繁體中文）